# Kelly Services
 (juillet 2015).
Kelly Services, Inc. (NASDAQ : KELYA, KELYB) est un prestataire de services en ressources humaines fondé en 1946 dont le siège principal est à Troy (Michigan), aux États-Unis. 

## Histoire
Le fondateur de Kelly Services est William Russell Kelly. Il débute en 1946, en ouvrant un petit bureau à Détroit, dans le Michigan. Avec deux employés, Kelly propose aux entreprises de sa région des prestations de services commerciales, telles que du secrétariat ou de la comptabilité. Kelly a transféré son secteur d'activité dans le placement de candidats, pour devenir prestataire de services en ressources humaines.
William Russell Kelly a ouvert le premier bureau canadien à Toronto en 1968. Le premier bureau français est créé en 1972 à Paris, puis un local ouvre en 1973 à Londres. Kelly Services est présent en Suisse depuis 1979[réf. souhaitée].

## Principaux actionnaires
Au 24 mars 2020.
| The Vanguard Group          | 8,90% |
| Dimensional Fund Advisors   | 8,35% |
| BWM                         | 6,05% |
| Persol Holdings             | 4,42% |
| Invesco Capital Management  | 3,22% |
| LSV Asset Management        | 3,04% |
| SSgA Funds Management       | 2,83% |
| BlackRock Fund Advisors     | 2,80% |
| Thompson, Siegel & Walmsley | 2,42% |
| Earnest Partners            | 2,31% |